# Wercklea insignis
Wercklea insignis är en malvaväxtart som beskrevs av Henri François Pittier och Standley. Wercklea insignis ingår i släktet Wercklea och familjen malvaväxter. Inga underarter finns listade i Catalogue of Life.